# S. Karger
Die S. Karger AG mit Hauptsitz in Basel ist ein wissenschaftlicher und medizinischer Fachverlag mit weiteren Niederlassungen in 15 Ländern. Mit 240 Mitarbeitenden ist es der grösste Fachverlag für Health Sciences in der Schweiz. Das Unternehmen S. Karger AG besteht aus dem 1890 gegründeten Karger Verlag und der Internationalen Zeitschriftenagentur Karger Libri, die 1960 folgte. Karger Libri wurde mittlerweile von Karger Verlag abgespalten und verkauft.

## Geschichte

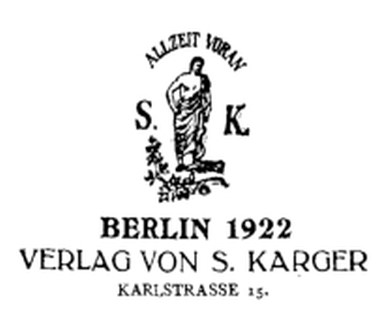
Allzeit voran (1922)

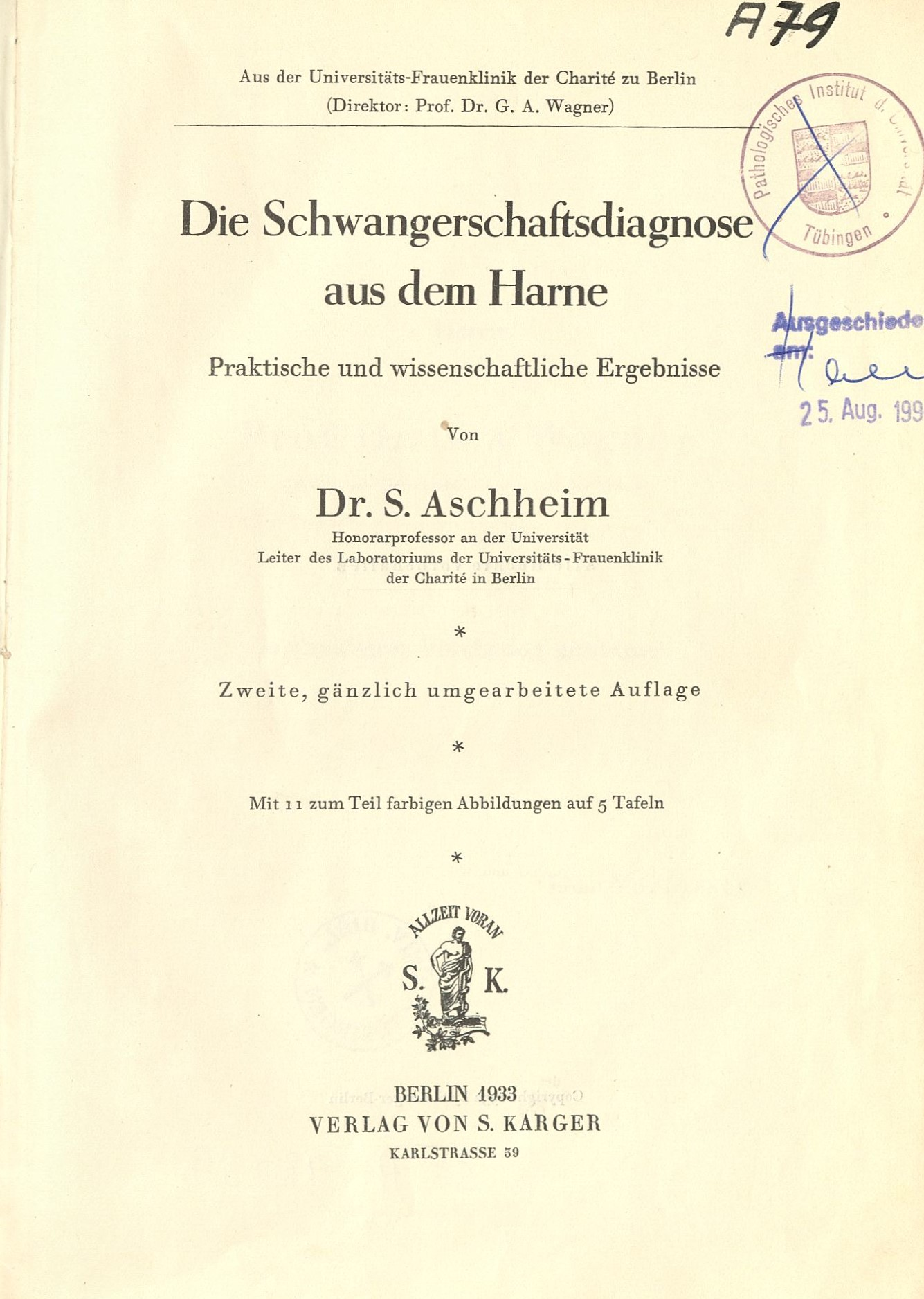
Selmar Aschheim: Schwangerschaftsdiagnose (2. Auflage, 1933)

Das Unternehmen wurde am 1. April 1890 in Berlin von Samuel Karger (1863–1935) gegründet. Im gleichen Jahr wurde das erste Buch Das Geburtshülfliche Vademecum verlegt. Karger war einer der ersten, der die Nachfrage nach Fachzeitschriften erkannte, weshalb drei Jahre später die erste Fachzeitschrift erschien, die Dermatologische Zeitschrift. Bald veröffentlichte Karger Werke bedeutender Wissenschaftler wie Hermann Oppenheim und Sigmund Freud. Bis 1930 wurden mehr als 850 Titel unter Samuel Kargers Leitung produziert.
Aufgrund zunehmender Repressalien im Nationalsozialismus verlegte Samuel Kargers Sohn Heinz (1895–1959), der die Firma 1935 nach Samuels Tod übernahm, das Unternehmen 1937 nach Basel. Nachdem er alle deutschen Autoren und Herausgeber durch ein Nazi-Verbot verloren hatte, beschloss Heinz Karger, seine Zeitschriften umzustrukturieren und dem europäischen Markt gerecht zu werden. Dazu übersetzte er unter anderem die Zeitschriftentitel vom Deutschen ins Lateinische. Während der Kriegsjahre produzierte Heinz Karger weiterhin Bücher und Zeitschriften, auch wenn die Publikationen erst in den Nachkriegsjahren verbreitet werden konnten.
Nach dem plötzlichen Tod von Heinz Karger übernahm 1959 Thomas Karger (1930–2020) den Verlag. Es war seine Entscheidung, Englisch zur vorrangigen Sprache für Karger-Publikationen zu machen, und innerhalb von zehn Jahren trugen die meisten Zeitschriften englische Titel. Unter seiner Leitung wurde die Firma zu einem international ausgerichteten Unternehmen und Schweizer Fachverlag für Health Sciences entwickelt. 1960 gründete Thomas Karger die Zeitschriftenagentur Karger Libri. 1968 wurde in München die S. Karger GmbH als eigenständiger Verlagsstandort gegründet, die 1992 nach Freiburg im Breisgau umzog. Thomas Karger wurde 1972 mit der Ehrendoktorwürde der Universität Hamburg und 1993 mit dem Ehrendoktor der Medizinischen Fakultät der Universität Basel ausgezeichnet. Bis zu seinem Tod im Jahr 2020 war Thomas Karger als Mitglied des Verwaltungsrates tätig.
Von 1999 bis 2008 war Steven Karger (1959–2008) Mitglied der Geschäftsleitung und für das Tagesgeschäft von Karger weltweit zuständig. Er war 1982 in den Familienbetrieb als Praktikant eingestiegen und hatte immer mehr Aufgaben übernommen. Durch sein Interesse an den neuen Technologien und Medien hatte er einen grossen Einfluss auf die digitale Entwicklung des Verlagshauses.
Nach seinem Tod übernahm seine Schwester Gabriella Karger (* 1964) Stevens Funktion als Zuständige für das weltweite Tagesgeschäft. Gabriella war erstmals 1992 im Verlag tätig, als sie beim Umzug von Karger Deutschland von München nach Freiburg half und zusätzliche Aufgaben übernahm. Nach einer Unterbrechung, während der sie im Schweizer Radio arbeitete, kehrte sie 2007 in den Verlag zurück und übernahm zunehmend Aufgaben, bis sie schliesslich das gesamte Tagesgeschäft übernahm. Seit 2018 ist sie Verwaltungsratspräsidentin und Verlegerin.
Der Verlag befindet sich bis heute im Besitz der Familie Karger und hat die Rechtsform einer Aktiengesellschaft.

## Publikationsprogramm
Das Karger Publikationsprogramm umfasst über 100 begutachtete Zeitschriften, was Gold- und Platin Open-Access-Zeitschriften mit einschliesst. Über 200 Hauptherausgeber von  Klinik- oder Forschungszentren sollen den  wissenschaftlichen Standard der Publikationen sicherstellen. Sie werden von rund 5’000 Mitgliedern wissenschaftlicher Beiräte und fast 10’000  Manuskriptbegutachtern unterstützt.
Die Buchliste umfasst über 9’000 Titel, mit einem Fokus auf Serien und Bände mit Übersichtsliteratur. Das forschungsorientierte Portfolio wird vorwiegend in Englisch publiziert und widerspiegelt damit den internationalen Charakter der wissenschaftlichen Community. Die gesamten Inhalte von Karger sind auch in  digitalen Formaten verfügbar.
Es besteht eine Kooperation mit dem biomedizinischen Suchmaschinen-Unternehmen Quertle. Das Unternehmen bietet eine integrierte Suche aus Forschungsquellen für die Health Sciences Community an. Statt sich auf Metadaten zu stützen, benutzt Quertle künstliche Intelligenz, wie beispielsweise neurale Netzwerke, und andere Technologien, um Texte in Dokumenten direkt zu analysieren. Dies ermöglicht effektivere und präzisere Suchmöglichkeiten.
Der Karger Verlag unterstützt auch den Wissenstransfer von der wissenschaftlichen Forschung in die klinische Praxis durch seinen Geschäftsbereich «Karger Healthcare». Das Portfolio für Kliniker konzentriert sich auf die Journalserie Karger Kompass, die Handbuchserie Fast Facts, und einige Bestrebungen in der klinischen Entscheidungsunterstützung und im Bereich der Bildungs-Applikationen. Ausserdem erscheinen Ratgeber, Interaktionsmaterialien für Ärzte und Patienten sowie themenspezifische Onlineinhalte.

## Gegenwart
Die S. Karger AG hat heute weltweit 250 Mitarbeiter, eine Niederlassung in Freiburg im Breisgau. Pro Jahr erscheinen ungefähr 50 Buchtitel. Der Verlag gibt rund 100 medizinische und naturwissenschaftliche Zeitschriftentitel heraus, darunter auch Open-Access-Zeitschriften. Der Umsatzanteil der Zeitschriften liegt bei 70 %, der der Bücher bei 30 %.
Die Verwaltungsratspräsidentin und Verlegerin  Gabriella Karger führt den Verlag und die S. Karger AG zusammen mit CEO  Daniel Ebneter und COO  Andre Janssen. Neben seinem Hauptsitz in Basel, Schweiz und den beiden Zweigstellen in Freiburg im Breisgau, Deutschland, und in Abingdon, Vereinigtes Königreich, unterhält der Verlag Niederlassungen oder Vertretungen in Australien, China, Frankreich, Indien, Japan, Malaysia, Mexico, der Russischen Föderation, Thailand, in den Vereinigten Arabischen Emiraten und in den Vereinigten Staaten von Amerika. Karger ist ein Mehrheitsaktionär von Quertle, ein biomedizinisches Suchmaschinen-Unternehmen.